# Cornelius Netter
Cornelius Johann Joseph Netter (* 4. Februar 1883 in Jablunkau; † 23. Dezember 1954 in Berlin) war ein deutscher Maschinenbauingenieur und Hochschullehrer.

## Leben
Netter legte 1893 in Teschen das Abitur ab und studierte anschließend an der Technischen Hochschule Wien Maschinenbau, im Jahr 1905 erwarb er das Diplom. 1904 begann er an der Universität Wien, Staats- und Rechtswissenschaften zu studieren, 1908 legte er das Staatsexamen ab, und im gleichen Jahr promovierte er zum Dr. jur.
Anschließend war er für kurze Zeit als Konstrukteur in der Kalker Maschinenfabrik in Köln-Kalk beschäftigt. Ab Dezember 1909 arbeitete er zunächst als Konstrukteur und Montageleiter bei den Witkowitzer Eisenwerken. Er sammelte Erfahrungen im Röhrenwerk, im Profilwalzwerk, in den Reparaturwerkstätten und in der Weichenfabrik und wurde 1924 Betriebsleiter von 17 Walzenstraßen, den zugehörigen Zurichtereien, Reparaturwerkstätten und Hilfsbetrieben. Von 1929 bis 1935 wirkte er als Werksdirektor des Eisenwerkes Herminenhütte in Laband sowie als Direktor des Walzwerkes in Zawadzki.
1934 nahm er an der TH Breslau eine Professur für Hüttenmaschinen- und Walzwerkskunde an. Am 1. Oktober 1934 wurde er Direktor des Instituts für Walzwerkskunde. Im Jahr 1936 erhielt er zusätzlich den Lehrauftrag für Betriebswirtschaftslehre, und ab 1937 lehrte er auch Volkswirtschaftslehre. Im Januar 1945 wurde die Fakultät für Bergbau und Hüttenwesen an die Bergakademie Freiberg verlegt. Cornelius Netter wurde am 1. Februar 1946 ordentlicher Professor für Verformungskunde und Direktor des Metallformungsinstituts der Bergakademie. Von 1946 bis 1949 wirkte er als Prodekan der Fakultät für Bergbau und Hüttenwesen. Am 30. Juni 1954 trat er in den Ruhestand, kurze Zeit später starb er in Berlin.

## Veröffentlichungen (Auswahl)
- Die geschichtliche Entwicklung der Herminenhütte in Laband, O.-S., in den Jahren 1848 bis 1926. Verlag Stahleisen Düsseldorf, 1931
- Die Entwicklung der Herminenhütte in Laband, O.-S., unter bes. Berücks. der Neu- und Umbauten nach dem Jahre 1926. Verlag Stahleisen Düsseldorf, 1931
- Das Fachstudium der Fachrichtung Verformungskunde nach dem Studienplan 1952 der Bergakademie Freiberg. In: Bergakademie. 4/1952/6, S. 247–248